# دوري كرة القدم الغربي 1949–50
دوري كرة القدم الغربي 1949–50 (بالإنجليزية: 1949–50 Western Football League)‏ هو موسم من دوري كرة القدم الغربي ‏. فاز فيه Wells City F.C. ‏.